# Шнейдер, Анджела
Анджела Шнейдер (англ. Angela Schneider; род. 28 октября 1959, Сент-Томас, Онтарио) — канадская гребчиха, выступавшая за сборную Канады по академической гребле в 1980-х годах. Серебряная призёрка летних Олимпийских игр в Лос-Анджелесе, победительница и призёрка регат национального значения.

## Биография
Анджела Шнейдер родилась 28 октября 1959 года в городе Сент-Томас провинции Онтарио, Канада. 
Во время учёбы в старшей школе серьёзно занималась лёгкой атлетикой, затем поступила в Университет Западного Онтарио, окончив его в 1982 году по специальности кинезиологии и философии. Продолжив обучение, получила степень магистра в этих науках в 1984 и 1986 годах соответственно. Одновременно с учёбой в университете участвовала в соревнованиях по лёгкой атлетике и лыжным гонкам, а в 1979 году заинтересовалась академической греблей.
Неоднократно вызывалась в состав канадской национальной сборной по академической гребле, том числе стартовала на чемпионате мира 1983 года в Дуйсбурге, где в главном финале распашных рулевых восьмёрок показала на финише четвёртый результат.
Пик её спортивной карьеры пришёлся на 1984 год, когда благодаря череде удачных выступлений она удостоилась права защищать честь страны на летних Олимпийских играх 1984 года в Лос-Анджелесе. В составе экипажа, куда также вошли гребчихи Мэрилин Брейн, Барбара Армбруст, Джейн Треганно и рулевая Лесли Томпсон, финишировала в распашных четвёрках на второй позиции позади экипажа из Румынии и тем самым завоевала серебряную олимпийскую медаль.
После лос-анджелесской Олимпиады Шнейдер ещё в течение некоторого времени оставалась в составе гребной команды Канады и продолжала принимать участие в крупнейших международных регатах. Так, в 1986 году в восьмёрках она выиграла бронзовую медаль на Играх Содружества в Эдинбурге и заняла пятое место на мировом первенстве в Ноттингеме.
Завершив спортивную карьеру, продолжила обучение — в 1993 году получила докторскую степень по этике и философии. Впоследствии работала преподавателем спортивной философии в Университете Западного Онтарио, с 1997 года находилась в звании доцента. Автор рада научных работ и публикаций. Также занимала должность директора Международного центра олимпийских наук, возглавляла отдел по этике и образованию Всемирного антидопингового агентства. Регулярно принимала участие в мастерских регатах по академической гребле.